# Bataille de Devina
Guerres byzantino-bulgares
Batailles
- Ongal (680)
- Anchialos (708)
- Marcellae (756)
- Lithosoria (774)
- Marcellae (792)
- Serdica (809)
- Pliska (811)
- Versinikia (813)
- Mesembria
- Guerre de 894 - 896
  - Bulgarophygon
- Guerre de 913 - 927
  - Anchialos (917)
  - Pegae (921)
- Guerre de 970 - 1018
  - Portes de Trajan (986)
  - Thessalonique (995)
  - Passe de Kleidion (1014)
  - Bitola (1015)
- Ostrovo (1040)
- Klokotnica (1230)
- Andrinople (1254)
- Devina (1279)
- Skafida (1304)
- Rusokastro (1332)

La bataille de Devina se déroula le 17 juillet 1279 près de la petite forteresse de Devina, à proximité de l'actuelle ville de Kotel dans l'oblast de Bourgas, au sud-est de la Bulgarie. Le tsar bulgare Ivaïlo y attaqua l'armée byzantine envoyée en aide à son rival pour le trône, Ivan Asen III.

## Origines du conflit
En 1277, au cours d'un soulèvement populaire dirigé par Ivaïlo qui a éclaté au nord-est de la Bulgarie en réponse à l'incapacité du tsar bulgare Constantin Ier Asên à faire face aux raids constants des Mongols qui dévastèrent le pays durant plusieurs années, Ivaïlo devint tsar de Bulgarie. L'empereur byzantin Michel VIII Paléologue décida de profiter de l'instabilité de la Bulgarie. Il y envoya une armée pour imposer son allié Ivan Asen III sur le trône. Ce dernier prit le contrôle de la région entre Vidin et Cherven. Ivaïlo fut assiégé par les Mongols à Drastar (Silistra) et la noblesse de la capitale, Tarnovo, accepta Ivan Asen III comme empereur.

## La bataille
Au cours de la même année, Ivaïlo réussit à dégager Drastar et se dirigea vers la capitale. Dans sa volonté de défendre son allié, Michel VIII envoya une puissante armée de 10 000 hommes vers la Bulgarie sous le commandement de Murin. Quand Ivaïlo l'apprit, il abandonna sa marche vers Tarnovo. Bien que ses troupes fussent en infériorité numérique, le chef bulgare attaqua Murin au niveau de la passe de Kotel le 17 juillet 1279 et les Byzantins furent mis en déroute. La plupart d'entre eux périrent dans la bataille tandis que le reste était capturé puis tué sous l'ordre d'Ivaïlo.

## Conséquences
À la suite de cette défaite, Michel VIII envoya une autre armée de 5 000 hommes dirigée par Aprin qui fut aussi défaite avant d'atteindre les Balkans. Sans soutien, Ivan Asen III fuit vers Constantinople. La guerre civile en Bulgarie continua jusqu'en 1280 lorsqu'Ivaïlo dut à son tour fuir face aux Mongols. Georges Ier Terter accéda au trône bulgare.

## Sources
- Angelov, D., Cholpanov, B. Bulgarian military history in the Middle Ages (X-XV century), Publié par BAN, Sofia 1994, p. 167-168 (en).
- Zlatarski, V. History of the Bulgarian state during the Middle Ages, vol. I, part 1, Sofia 1970, "Nauka i Izkustvo", pp. 568-572 (récupéré sur Books about Macedonia, 29.11.2008) (en).